# Поле, на якому я помер (Цілком таємно)

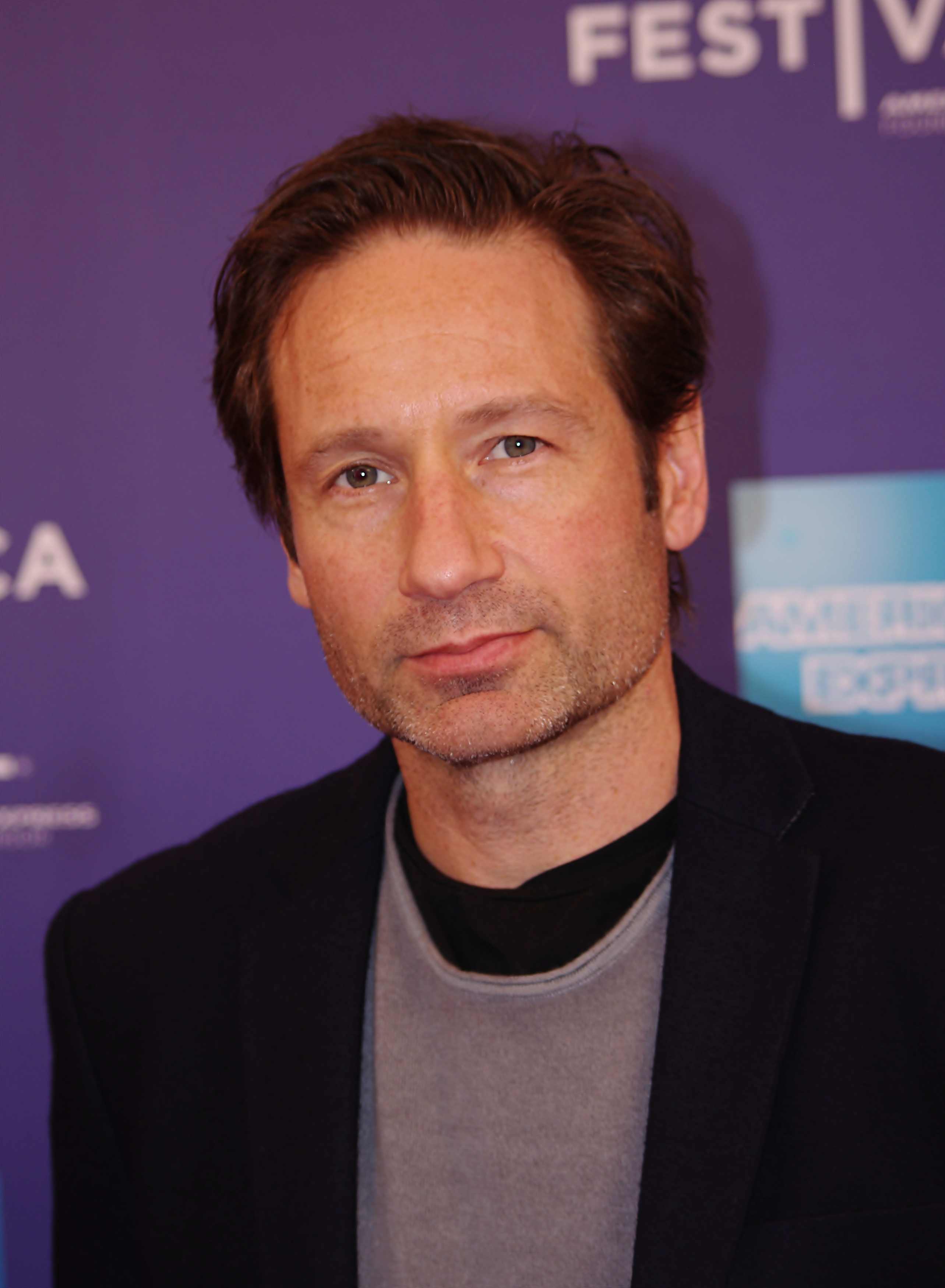

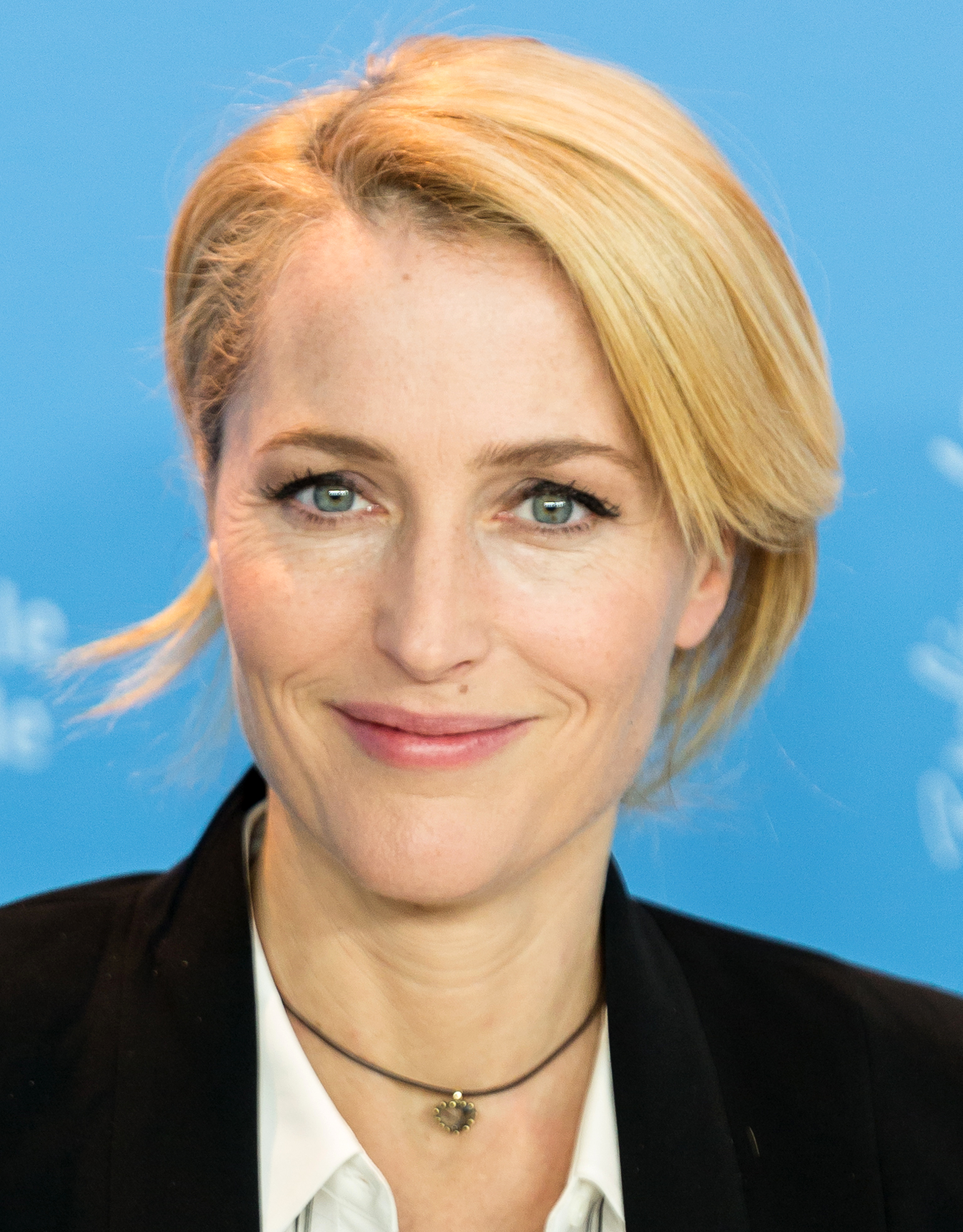

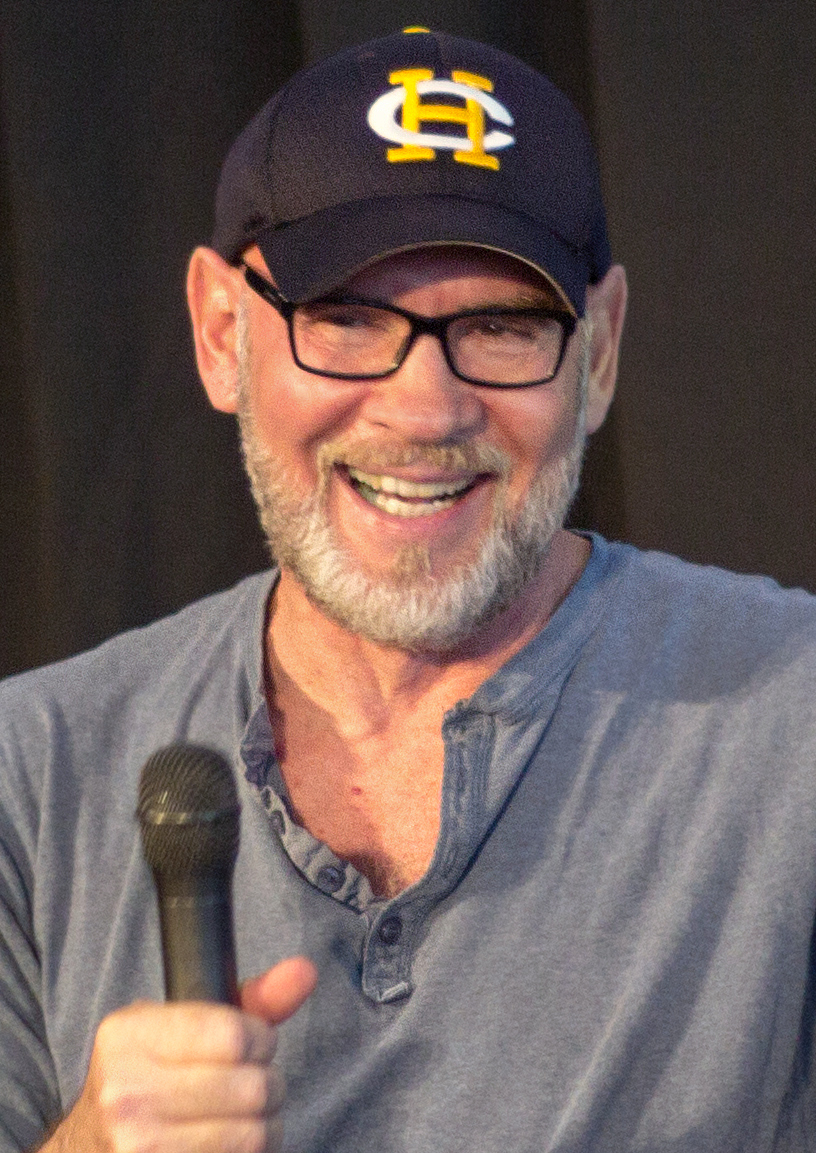

Поле, на якому я помер (The Field Where I Died) — п'ята серія четвертого сезону американського науково-фантастичного телевізійного серіалу «Цілком таємно». Прем'єра в мережі «Фокс» відбулася 3 листопада 1996 року.
Серія за шкалою Нільсена отримала 12.3 %, його переглядали 19.85 мільйонів людей під час першої трансляції .
Малдер і Скаллі вирушають на пошук за інформатором Сідні всередині культової спільноти. Це приводить Фокса і Дейну до однієї з дружин культового лідера. Що вони незабаром виявлять — це несподівано тісний зв'язок з жінкою, який стосується перевтілення. Скаллі виявляє, що духи населяють живих істот, щоб розповісти свої історії. Після регресії Малдера сцена описує все його минуле життя.

## Зміст
Мені здається часом що це сон
В Епісоні (штат Теннессі) влада отримує підказку від когось на ім'я Сідні, який стверджує, що місцевий культ під назвою «Церква семи зірок» зловживає дітьми та володіє зброєю. ФБР і БАТФ влаштовує наліт на територію Церкви, але не можуть знайти лідера, Вернона Ворна Ефесянина. Агент Фокс Малдер переживає дежавю і прямує в поле на складі, де знаходить сховок. Всередині Малдер і Скаллі знайшли Ефесянина, що готується випити червону рідину разом із своїми шістьма дружинами. Малдер зупиняє їх і надягає наручники на Ефесянина, але він відчуває дивний зв'язок з однією із дружин, Мелісою Рідел-Ефесіан.
Волтер Скіннер попереджає ФБР та БАТФ про те, що Ефесянин та його дружини будуть звільнені через день, якщо вони не зможуть відслідкувати місцезнаходження зброї Церкви та де Сідні. Агенти ставлять під сумнів слова Ефесянина, який стверджує, що немає члена церкви на ім'я Сідні. Коли вони опитують Мелісу, вона раптом починає говорити, як Сідні, стверджуючи, що Гаррі Трумен є президентом. Скаллі вважає, що Мелісса виявляє множинні розлади особистості, але Малдер думає, що вона згадує минуле життя. Спектрограма голосу Меліси доводить — це вона дзвонила в ФБР. Агенти відводять її назад до храму, де вона переймає особистість жінки з періоду громадянської війни і каже, що зброя була захована в іншому таємному бункері у полі. Вона також заявляє, що Малдер у минулому житті був солдатом-конфедератом в полі разом із нею, його коханою, і вона спостерігала, як він помирає.
Меліса пережила регресивний гіпноз, щоб переказати своє минуле життя. Меліса має на увазі, що вона і Малдер зустрічалися протягом свого минулого життя, завжди були розлученими або втраченими один до одного. Щоб підтвердити події минулого, Малдер піддався гіпнотизуванню і згадує час, коли він був єврейкою з Польщі із сином, який мав ту саму душу, як і його сестра Саманта; його покійний батько, який був Скаллі, мертвий. Мелісса була його чоловіком в цьому житті, і її вивезли в концтабір нацистського офіцера гестапо, який був Курцем. Малдер також згадує своє минуле життя часів громадянської війни, коли він був людиною на ім'я Салліван Біддл, а Мелісса — Сара Кавано; Скаллі, стверджує Малдер, був його старшим братом. Скаллі знаходить фотографії Біддла і Кавано в архіві округу Гамілтон і передає їх Малдеру. На фото він носить конфедеративну форму.
ФБР та БАТФ планують здійснити черговий пошук. Ефесянин, розуміючи, що не переживе чергової облоги, в закритій залі передає отруту членам культу, тоді як його люди відкривають вогонь по агентам ФБР, і всі, окрім нього та Меліси, помирають. Меліса не захотіла пити отруту.
Малдер здається — для того, щоб потрапити до храму. Потім Ефесянин змушує Мелісу випити отруту, і коли Малдер приїжджає, він знаходить обидвох мертвих. Малдер пестить мертву Мелісу, дивлячись у поле.
Мені здається часом що це сон

## Створення
Сценаристи епізодів Глен Морган та Джеймс Вонг розробили «Поле, де я помер» спеціально як показ Крістен Клоук — актриси, яка зіграла головного героя в їх короткочасному серіалі «Космос: над і за його межами». Щоб підготуватися до своєї ролі, Клоук досліджувала дисоціативний розлад ідентичності, і вона ґрунтувалася на багатьох станах особистості, які зображала на людях, яких знала. Під час подання ідеї режисеру Робу Боуману, Морган і Вонг заявили, що хочуть, аби «цей епізод відчувався частиною документального фільму про громадянську війну Кена Бернса, де вони читали лист Саллівана Баллу».
Майкл Массі, який грав Вернона Ефесянина, хотів, щоб його персонаж був «нормальним на вигляд» і «недемонічним». Назва «Вернон» походить від справжнього імені лідера культу «Гілка Давидова» Девіда Кореша (народжений Вернон Уейн Хоуелл), тоді як «Ефесянин» взято з біблійного Послання до Ефесян. Храм Ефесянина із семи зірок був побудований на саунд-сцені в студії North Shore.
Щоб створити справжній реєстр громадян, створювачі реквізитів звернулися до чиновників в Епісоні, штат Теннессі, які надали їм справжню форму, яку потім ретельно відтворили редактори серіалу. Старі фотографії, представлені в епізоді — це «гібриди» різних фотографій у вільному доступі, які використовувались за допомогою редагування в комп'ютері. Обличчя, яке використали для Саллівана, було обрано тому, що воно мало подібність до Малдера. Вірш, який Малдер читає на початку і в кінці — Роберта Браунінга. Перший варіант «Поля, на якому я помер», тривав понад годину, тому вісімнадцять хвилин були вирізані; це призвело до усунення двох особистостей Меліси.

## Сприйняття
Серія отримала змішані та позитивні відгуки критиків. Зак Гендлен з The A.V. Club дав епізоду «B +». Оглядачка з Cinefantastique дала епізоду великий позитивний відгук і присудила 3.5 зірки з чотирьох. SFScope дала епізоду оцінку 5 з 5.
Роберт Шерман і Ларс Пірсон в їх книзі «Бажання вірити: Критичне Керівництво по X-Files, Millennium & The Lone Gunmen» оцінили епізод в три з половиною зірки з п'яти. Обидвоє зазначили — думка про те, що Малдер і Скаллі були друзями протягом усього їхнього життя, була «однією з найкращих речей в історії». Журнал Entertainment Weekly був негативним, даючи епізоду «F» та характеризуючи його як «жахливий до абсурду».
Епізод — улюбленець Андерсон, яка сказала, що «любить сценарій» і що це змусило її заплакати.

## Знімались
| Актор             | Роль                |
| ----------------- | ------------------- |
| Девід Духовни     | Фокс Малдер         |
| Джилліан Андерсон | Дейна Скаллі        |
| Мітч Піледжі      | Волтер Скіннер      |
| Крістен Клоук     | Меліса Рідал-Ефесян |
| Майкл Добсон      | агент BATF          |
| Майкл Массі       | Вернон Ефесян       |